# توماس لورز
توماس لورز (به انگلیسی: Thomas Lurz) (زادهٔ ۲۸ نوامبر ۱۹۷۹) شناگر اهل آلمان است.